# Teresa (hrabina Portugalii)
Teresa, port. Rainha Dona Teresa, Condessa de Portugal (ur. 1080, zm. 11 listopada 1130) – hrabina Portugalii. Córka Alfonsa VI Mężnego, króla Kastylii i Leonu i Ximeny Moniz. Żona Henryka Burgundzkiego, hrabiego Portugalii. Urodziła mu szóstkę dzieci, w tym Alfonsa, pierwszego króla Portugalii.